# Gottfried von Cramm
Gottfried Alexander Maximilian Walter Kurt svobodný pán von Cramm (7. července 1909 Nettlingen — 8. listopadu 1976 Káhira) byl německý tenista, dvojnásobný vítěz French Open a v roce 1937 světový hráč číslo jedna. Byl členem klubů Harvestehuder THC a LTTC Rot-Weiß Berlin.
Byl třetím ze sedmi synů dolnosaského šlechtice a komorníka Burgharda von Cramma (1874–1936), měl právo na titul barona (Freiherr). Jeho matkou byla Jutta von Steinberg (1885–1972). Během studia práv se stal akademickým mistrem Německa a rozhodl se pro profesionální kariéru. V daviscupové reprezentaci debutoval roku 1932 a udržel se v týmu přes dvacet let, s počtem 82 vítězství je německým rekordmanem. Pomohl Němcům ke čtyřem prvenstvím v Evropské zóně po sobě (1935 až 1938), proslavil se svým činem fair play v mezizónovém finále (jeho vítěz směl vyzvat obhájce k boji o trofej) roku 1935 proti USA: rozhodčí už vyhlásil Němce vítězi čtyřhry, ale von Cramm ho upozornil, že rozhodující míček se do zázemí odrazil od jeho vlastní rakety a přiměl ho otočit verdikt, v zápase se tak pokračovalo a Němci nakonec prohráli. Do dějin vešla také jeho pětisetová bitva s Donem Budgem v mezizónovém finále 1937, kterou prohrál, i když vyhrál první dva sety a v posledním vedl 4:1.
Vyhrál dvouhru na French Open v letech 1934 a 1936, třikrát v řadě hrál finále Wimbledonu (1935 až 1937). Ve čtyřhře spolu s Hennerem Henkelem vyhráli v roce 1937 French Open i US Open, ve smíšené čtyřhře vyhrál Wimbledon 1933 s Hilde Krahwinkelovou. Také má šest titulů z International German Open (1932 až 1935 a 1948 až 1949).
Von Cramm byl známý svou elegantní hrou a aristokratickým vystupováním. Ačkoli se nacisté pokoušeli jeho úspěchy propagandisticky využít, odmítl vstoupit do NSDAP a Hitlera označoval za pouhého malíře pokojů. V roce 1938 byl von Cramm v Německu půl roku vězněn po obvinění z homosexuálních styků (jeho údajným milencem měl být židovský herec Manasse Herbst). Na Wimbledonu 1939 nesměl startovat, protože podle pravidel museli mít všichni účastníci čistý trestní rejstřík.
Za druhé světové války byl von Cramm nasazen na východní frontě a vysloužil si Železný kříž, roku 1942 byl demobilizován. Po válce se vrátil k tenisu, v letech 1947 a 1948 byl vyhlášen nejlepším sportovcem Německa, v roce 1954 ještě vyhrál Stuttgart Open. Po ukončení kariéry pracoval jako obchodník s bavlnou, byl dvakrát ženatý: s baronkou Elisabeth von Dobeneck (1930–1937) a americkou multimilionářkou Barbarou Huttonovou (1955–1959). Zemřel v důsledku autonehody při služební cestě v Egyptě. Roku 1977 byl posmrtně uveden do Mezinárodní tenisové síně slávy, ve Wilmersdorfu byla po něm pojmenována ulice Gottfried-von-Cramm-Weg. Britský dramatik John Peacock o jeho životě napsal rozhlasovou hru Playing for His Life, kterou vysílalo BBC Radio 4.